# Zhou Rui
Zhou Rui (5 ottobre 1978) è uno schermidore cinese, specializzato nel fioretto. Ha vinto una medaglia d'argento ai Campionati mondiali di scherma.